# Cantó de Rodés-Nord
El cantó de Rodés-Nord és un cantó francès del departament de l'Avairon, situat al districte de Rodés. Té sis municipis i el cap cantonal és Rodés.

## Municipis
- Ònes
- Rodés
- Sebasac

## Història
| Data d'elecció                           | Identitat           | Partit         | Qualitat |
| ---------------------------------------- | ------------------- | -------------- | -------- |
| 1988-2001                                | François Rey        | UDF            |          |
| 2001-2008                                | Christian Teyssèdre | PS             |          |
| 2008-                                    | Jean-Louis Roussel  | PS, després PG |          |
| les dades anteriors no són pas conegudes |                     |                |          |
|                                          |                     |                |          |

## Demografia
| 1962 | 1968  | 1975  | 1982   | 1990   | 1999   | 2006   |
| ---- | ----- | ----- | ------ | ------ | ------ | ------ |
|      | 5.383 | 8.118 | 11.809 | 14.555 | 14.639 | 15.178 |